# Pedro Bromfman
Pedro Bromfman est un compositeur brésilien de musique de films, né le 20 janvier 1976 à Rio de Janeiro.

## Filmographie

### Cinéma
- 2006 : Between the Lines de Anisha Pattanaik
- 2007 : Troupe d'élite (Tropa de Elite) de José Padilha
- 2008 : Alucinados de Roberto Santucci
- 2010 : March of the Living de Jessica Sanders
- 2010 : Troupe d'élite 2 (Tropa de Elite 2: O Inimigo Agora é Outro) de José Padilha
- 2011 : Qualquer Gato Vira-Lata de Tomas Portella et Daniela De Carlo
- 2014 : RoboCop de José Padilha
- 2014 : Rio, I Love You (Rio, Eu Te Amo)
- 2014 : Blue Lips
- 2016 : Em Nome da Lei de Sérgio Rezende
- 2017 : Thumper de Jordan Ross

### Télévision
- 2005 : ESPN SportsCentury (2 épisodes)
- 2007 : Dias de Luta (documentaire)
- 2008 : They Killed Sister Dorothy (documentaire)
- 2010 : The Best Friend (série TV, 1 épisode)
- 2011 : Making Of: Tropa de Elite 2 (documentaire)
- 2012 : G-Dog (documentaire)
- 2015 : Narcos (série TV, 20 épisodes)
- 2016 : Rio Heat (série TV, 2 épisodes)

### Courts métrages
- 2003 : Tres delincuentes
- 2004 : L.A. Dream
- 2005 : The Yawn Jar
- 2005 : Fuga y misterio
- 2006 : Rosa
- 2011 : Linus & Cori (Ten Years Later)
- 2013 : Maria Bonita
- 2015 : Blue Lips: Vittorio